# Hubert Stevens
John Hubert Stevens (* 7. März 1890 in Lake Placid, New York; † 26. November 1950 ebenda) war ein US-amerikanischer Bobfahrer und Olympiasieger.
Nach Abschluss des Studiums am Rensselaer Polytechnic Institute in Troy arbeitete Stevens als Ingenieur. Während des Ersten Weltkriegs war er Maschinist und Pilot bei der Aviation Section des U.S. Army Signal Corps, aus der die heutige United States Air Force hervorging. Nach Kriegsende führte er das familieneigene Hotel in Lake Placid und war für die Sicherheit im Skigebiet Whiteface Mountain verantwortlich.
Stevens war ein vielseitiger Sportler. Er spielte Golf und Eishockey. Am erfolgreichsten war er jedoch als Bobfahrer und gewann je drei nordamerikanische und US-amerikanische Meistertitel. Er nahm an den Olympischen Winterspielen 1932 in seinem Heimatort teil und gewann zusammen mit seinem Bruder Curtis Stevens die Goldmedaille im Zweierbob. Ein weiterer Bruder, Paul Stevens, wurde Zweiter im Viererbob. Vier Jahre später erreichte er in Garmisch-Partenkirchen den vierten Platz im Viererbob.